# Война с фейками
«Война́ с фе́йками» (англ. War on Fakes) — российский пропагандистский проект, позиционирующий себя как платформа по проверке фактов. Представляет собой веб-сайт WarOnFakes.com и ряд Telegram-каналов. Доступен на многих языках и является анонимным. Занимает пророссийскую позицию. Проект заявляет, что он стремится «предоставлять объективную информацию» для противодействия «информационной войне, развязанной против России».
Фактчекинговые ресурсы и международные СМИ неоднократно обвиняли «Войну с фейками» в распространении российской государственной пропаганды под видом проверки фактов, а также фиксировали распространение проектом дезинформации и утверждений, не соответствующих действительности.
Несмотря на пропагандистский характер контента, основной Telegram-канал «Войны с фейками» приобрёл значительную популярность внутри России и продолжает использоваться российскими ведомствами и изданиями. Его цитировали крупные российские СМИ, представители власти и журналисты. Проект также многократно продвигался в социальных сетях Минобороны РФ, МИД РФ, Минпросвещением РФ и посольствами РФ.

## Описание

### Характеристика
«Война с фейками» позиционирует себя как служба проверки фактов и как сеть, которая разоблачает фальшивые новости в стиле сайтов проверки фактов. Проект «Война с фейками» публикует в среднем два десятка постов в день, в которых методы разведки из открытых источников (OSINT) часто используются для разоблачения предполагаемой неправды в освещении войны в СМИ. Эти сообщения широко распространяются в Telegram, а также в других социальных сетях, особенно во ВКонтакте. Сообщения, приписываемые «Войне с фейками» или повторяющие её аргументы, среди прочего, появились в провластных сообществах ВКонтакте, в ряде региональных российских СМИ.
Логотип «Войны с фейками» представляет собой телекамеру и стопки купюр, перечёркнутых толстой красной линией. Специалисты по проверке фактов из Lead Stories обнаружили, что изображение изначально взято из карикатуры, изображающей «эволюцию основного оружия мировых войн»: первых двух — пулемёты, а третьей — пресса. По сравнению с оригиналом, на телекамеру был добавлен логотип американского новостного канала CNN. Сам логотип сайта, отмечают Lead Stories, выглядит как буква «Z», если смотреть на текст и красную диагональ.
Проект утверждает, что у него нет политической повестки дня и что он беспристрастен, однако его редакционная линия сильно пророссийская. В постах «Войны с фейками» российское вторжение называется «специальной военной операцией на Украине». Часто источником данных, служащих для опровержения, являются официальные сообщения российских властей. Посты публикуют анонимные авторы, которые открыто поддерживают одну из сторон конфликта и при этом нигде не описывают собственную методологию, источники финансирования и политику внесения исправлений. Ресурс продвигает прокремлёвские заявления о том, что Украина является агрессором, что украинцы совершают широкомасштабные военные преступления и что любые доказательства преступлений России сфабрикованы. «Война с фейками» защищает действия российских солдат и снимает с них ответственность за преступления против мирных жителей.

### Telegram-каналы
Telegram-канал был создан 24 февраля. За день он набрал 161 подписчиков. Первый пост канала появился в тот же день. За две недели «Война с фейками» вырос до более чем 625 000 подписчиков. По состоянию на октябрь 2022 года, канал имеет более 800 тысяч подписчиков. В описании канала говорится: «Препарируем фейки и даём ссылки на опровержения». Аккаунт утверждает, что является аполитичной организацией по проверке фактов.
Telegram-канал «Война с фейками» является одним из самых популярных Telegram-каналов России с более чем 30 млн ежедневных просмотров (по состоянию на март 2022 года). «Война с фейками» — крупнейший российский Telegram-канал среди других каналов, которые заявляют, что разоблачают освещение боевых действий.
В Telegram есть несколько каналов с похожими названиями, описаниями и контентом, которые составляют сеть «Войны с фейками». Со временем вокруг основного канала сформировалась сеть из локальных каналов, ориентированных на аудиторию из конкретных российских городов, таких как Белгород, Ростов-на-Дону, Калмыкия, Крым и Севастополь, Воронеж, каналов схожей направленности с другим форматом подачи (например, «ZA ПРАВДУ» с материалами на русском и английском языках). Редакция канала «ZA ПРАВДУ» признаётся, что в некоторых своих постах они координируют свои действия с «Войной с фейками». У Telegram-канала «Войны с фейками» также есть резервный аккаунт на случай, если оригинал будет удалён.

### Сайт
Сайт «Войны с фейками» был зарегистрирован 1 марта 2022 года и зарегистрирован в Москве. Данные о владельце сайта скрыты, а контактный номер в 2019 году, по данным Deutsche Welle, использовался телефонными мошенниками.
На сайте заявлено: «Мы не занимаемся политикой. Но мы считаем важным предоставлять объективную информацию о том, что происходит на Украине и на территориях Донбасса, поскольку видим признаки развязанной против России информационной войны». Атлантический совет отмечает, что данное описание предназначено для того, чтобы представить проект как объективный источник для проверки фактов о российско-украинском конфликте, несмотря на его крайнюю пророссийскую направленность.
Статьи на английском, французском, испанском, китайском и арабском языках, направленные на охват глобальной аудитории, призваны показать, что «на самом деле происходит на Украине». При этом на сайте отсутствовал русский язык. Статьи имеют структуру в стиле «Фейк» и «Правда», а также содержат изображения с красной надписью «ФЕЙК».

## Продвижение
Издание Deutsche Welle обращает внимание на внезапное появление, быстрый рост и широкую поддержку канала со стороны российских государственных СМИ. Российские министерства, посольства, обозреватели, в международных публикациях признанные пропагандистами, и информационные агентства часто распространяют контент, созданный «Войной с фейками». И русский, и английский сайты, и аккаунт Telegram активно продвигаются в социальных сетях. Например, российский телеканал RT в посте Telegram от 27 февраля 2022 года процитировал «Войну с фейками». Обзор PolitiFact показал, что официальные Telegram-каналы Минобороны и МИД России вместе поделились 29 историями «Войны с фейками» в период с марта по июль 2022 года. Главный редактор RT Маргарита Симоньян и телеведущий Владимир Соловьёв поделились публикациями «Войны с фейками» в Telegram, как и государственное информационное агентство «РИА Новости». Посольства России в Германии, Тунисе, Индонезии, Франции и Северной Македонии также использовали свои верифицированные учётные записи Facebook для продвижения «Войны с фейками» и публикации его сообщений. При этом российские министерства и посольства неоднократно уличали в выкладывании поддельных утверждений, взятых с данного проекта. По состоянию на 30 июля 2022 года, в Telegram-канале Минобороны России было зафиксировано 264 упоминания «Войны с фейками».

## Владельцы
В открытых источниках не опубликована информация о том, кто стоит за сайтом. Его создатели называют себя на англоязычном сайте лишь «администраторами нескольких российских неполитических Telegram-каналов», и ни один из его авторов не назван. Официальная учётная запись МИД РФ в Твиттере рекламировала Telegram-канал и утверждала, что им управляет «группа экспертов и журналистов». Газета «Коммерсантъ» отмечает, что проект близок к Минобороны РФ. Ингрид Дикинсон из американского Атлантического совета отмечает, что не может точно считать, что «Война с фейками» — это российский государственный проект, однако он, по крайней мере, связан с государством, потому что его цели «кажутся удивительно похожими на цели российского правительства».
В марте 2023 года британская технологическая фирма Logally провела расследование, в ходе которого выяснила, что за «Войной с фейками» стоит бывший журналист Тимофей Васильев, работавший с прокремлёвскими организациями и являющийся ведущим рубрики «Фейк-контроль» на «России-1». Эта информация была распространена изданиями Politico и Time. Проект «Война с фейками» иногда цитировал Васильева в качестве эксперта, например, в ходе проверки фактов 18 августа 2022 года утверждалось, что он опроверг украинские сообщения о том, что Россия разместила оборудование и боеприпасы в машинном отделении Запорожской АЭС.
28 июня 2023 года начальник отдела развития стратегических направлений АНО «Диалог» Тимофей Васильев попал под санкции стран Европейского союза за «распространение дезинформации и пропаганды в поддержку войны России против Украины». При этом было отмечено, что Тимофей Васильев («Тимофей V») управляет сайтом и Telegram-каналом «Война с фейками».

## Резонансные публикации
Проект «Война с фейками» заявлял, что Минобороны России неоднократно подчёркивало, что по украинским городам якобы не наносились ракетные, артиллерийские или авиационные удары. В одном из постов на канале от 24 февраля без доказательств утверждалось, что получившее широкое распространение фото украинки, пострадавшей в результате авиаудара в городе Чугуев, было подделано, а через несколько дней женщина была замечена на другом фото без травм. Пост также безосновательно утверждал, что кровь женщины на самом деле была косметикой или виноградным соком.
Распространялась и не соответствующая действительности информация, что Владимир Зеленский покинул Киев. Среди прочего, 8 марта Telegram-канал «Война с фейками» опубликовал «разоблачение», в котором предположил, что Зеленский фальсифицирует свои видео, чтобы они выглядели так, как будто он находится в Киеве. Публикацией поделились российские провластные СМИ.
Telegram-канал «Война с фейками» предположил, что визит Зеленского 13 марта 2022 года к раненым военным, был заранее записан. Ресурс заявил, что умершая 26 февраля сержант Инна Дерусова была видна на кадрах с Зеленским, предполагая, что событие было заранее запланировано и что Зеленский уже покинул Киев. Ника Алексеева из Атлантического совета отметила схожесть женщины на видео с Дерусовой, но также указала на заметные отличия: форма носа, возраст женщины, а также наличие бейджа с окончанием на «-енко». Украинская организация StopFake отметила, что женщина на кадрах — командующая медицинской службой ВСУ Татьяна Остащенко. Впоследствии Telegram-канал «Война с фейками» удалил свой пост.
Ресурс распространял утверждение, что в американских лабораториях на Украине разрабатывается биологическое оружие для использования против России. «Война с фейками» отрицал причастие России к авиаудару по родильному дому в Мариуполе. В качестве «проверки» того, что это не был на самом деле действующий родильный дом, авторы не представили никаких доказательств, а лишь догадки. Ресурс также утверждал, что беременный украинский блогер Марианна Подгурская, находившаяся в роддоме в ожидании родов и пострадавшая в результате авиаудара, якобы была актрисой и притворялась.
3 апреля 2022 года Telegram-канал Минобороны РФ поделился публикацией «Войны с фейками», в которой утверждалось, что кадры с телами убитых в Буче являются «спланированной медиакампанией» в украинских и западных СМИ и «постановочными». Пост утверждал, что тела были разбросаны на улицах для провокации и некоторые из них принадлежали притворявшимися мёртвыми актёрам, а также что российские войска 30 марта покинули Бучу и кадры с погибшими появились после 4 дней в результате предполагаемого обстрела со стороны Украины. Авторы заявляли, что тело погибшего в Буче на одном из видео двигало рукой. Анализ «Медиазоны» выявил, что движение руки было вызвано искажением от блика или царапины на стекле автомобиля. Заявление «Войны с фейками» о том, что один из трупов пытался встать, также было опровергнуто тем, что замеченное на кадрах «движение» было вызвано искажением от захвата кадра через зеркало заднего вида автомобиля. Ресурс утверждает, что обвинения в военных преступлениях России — это «глобальная ложь», при этом не используя спутниковые снимки Maxar, привлекаемые другими международными источниками, и отмечая их связь с министерством обороны США.
30 июня в сообщении «Войны с фейсками», которым поделилось Минобороны РФ, утверждалось, что Россия покидает остров Змеиный, объясняя это стратегической необходимостью и трудностью удержания объекта из-за постоянных атак ВСУ. «Война с фейками» пытается опровергнуть это, утверждая, что задымление свидетельствует об уничтожении техники, а российский гарнизон на самом деле успешно справлялся с атаками, не требуя больших ресурсов для защиты острова. Пост «Войны с фейками» отрицал факты удара и вынужденного ухода российских войск с острова. Канал утверждал, что задымление является следом уничтожения техники, а сам остров, несмотря на свою стратегическую важность в прошлом, уже выполнил «свою роль по контролю воздушного пространства». Канал также отвергал утверждения об огромных затратах ресурсов на защиту Змеиного, ссылаясь на успешное сопротивление гарнизона нескольким атакам.
17 августа в Telegram-канале проекта было отмечено, что, согласно украинским источникам, Сирия, на которую «Турция пошла войной» подверглась массированному обстрелу со стороны турецкой артиллерии. «Война с фейками» опроверг эту информацию, заявив, что ещё в июне Турция начала военную операцию против Иракского Курдистана.
17 октября Telegram-канал «Войны с фейками» сообщил, что дрон не способен причинить такие разрушения, как утверждалось после атаки в Киеве. Проект утверждал, что дом был разрушен украинской ПВО-ракетой, предназначенной для сбивания беспилотников, которая, по их утверждению, не смогла поймать цель. «Война с фейками» признала использование российского дрона в атаке на близкую к разрушенному дому ТЭС и отметила, что ракета, направленная на дрон, на самом деле поразила соседнюю ТЭС, а не жилой дом на Жилянской улице, как видно на видео от очевидцев.
В начале ноября 2022 года издание «Вёрстка» сообщило, что около 500 человек, мобилизованных из Воронежской области, были убиты под Макеевкой. «Война с фейками» назвал это «фейком», который «создан для того, чтобы вызвать чувство страха у россиян». Telegram-канал отметил, что «ни российские, ни украинские медиа не сообщали о массированном обстреле из минометов локаций около Сватово» и отверг существование батальона из жителей Воронежа, так как всех резервистов распределяют по разным частям. На основе статьи проекта РИА «Воронеж» опубликовало новость о разоблачении. Однако спустя несколько часов она была удалена. Пресс-секретарь губернатора Воронежской области попросил не рассматривать в этом позицию региональных властей, так как «ситуация довольно непростая» и власти не готовы «обсуждать какие-либо цифры и факты».
В январе 2023 года проект заявил, что жилой дом в Днепре был разрушен украинской ракетой ПВО.

## Критика
Из-за публикации не соответствующих действительности материалов проект «Война с фейками» неоднократно характеризовался в СМИ и фактчекинговых ресурсах как пропагандистский, распространяющий дезинформацию, маскирующийся под фактчекинг, в нём отмечалась пророссийская и прокремлёвская позиция. Независимые российские и международные СМИ связывают «Войну с фейками» с Кремлём главным образом потому, что проверка фактов на канале в основном подтверждает нарративы государственной российской пропаганды.
Некоторые из фактчеков проекта «Война с фейками» являются подлинными, несфальсифицированными (например, неправильная маркировка видео в первые дни войны). Авторы проекта в ряде случаев выявляют действительно ложные утверждения, в том числе украинских СМИ и в целом украинской стороны.
Проект «Война с фейками», однако, был уличён в распространении ложной информации. Веб-сайт и Telegram-канал обвинялись в распространении истории о найме «актёров» в качестве жертв и инсценировании преступлений. Исследователи из американского Атлантического совета подчеркнули соответствие контента канала общей стратегии российской пропаганды, создающей поток правдивых, полуправдивых и ложных сообщений для подрыва доверия к информации. Эксперт по дезинформации Лукас Андрюкайтис утверждает, что «Война с фейками» соответствует стратегии российской пропаганды, нацеленной на убеждение аудитории в том, что правда относительна и можно создать свою правду.
В марте 2023 года Андрюкайтис заявил, что успех проекта подчеркивает зависимость российской экосистемы дезинформации от гражданских пропагандистов, стремящихся установить связи с Кремлём. Цель таких каналов, как «Война с фейками», сводится не к убеждению широкой аудитории, а к посеву сомнений и созданию впечатления невозможности установления реального хода событий. Российский проект по проверке фактов «Проверено.Медиа» отмечает, что Telegram-канал «Война с фейками» прикрывается фактчекинговым форматом, нарушая принципы International Fact-Checking Network.
Некоторые посты «Войны с фейками» содержат вводящие в заблуждение изображения войны на Украине и пытаются переложить вину с России на Украину. Эксперты заметили то, что в канале «Война с фейками» есть квазиразоблачения фальшивых новостей (предполагаемые украинские «фейки», которые опровергали авторы канала, впервые появлялись в самой «Войне с фейками». Канал публиковал дипфейки с Владимиром Зеленским, не соответствующие действительности сведения о потерях российской армии и гражданских жертвах и материалы, оспаривающие причастность России к военным преступлениям, включая авиаудар по родильному дому в Мариуполе в марте и ракетный удар по торговому центру в Кременчуге в июне 2022 года.